# Louise-Michel
Louise-Michel es una comedia negra francesa de 2008, escrita y dirigida por Gustave de Kervern y Benoît Delépine. Obtuvo el Premio Especial del Jurado a la Originalidad en el Festival de Cine de Sundance, y el Premio del Jurado al mejor guion en el Festival Internacional de Cine de San Sebastián.
La película se estrenó en las salas de cine francesas el 24 de diciembre de 2008, convirtiéndose en uno de los éxitos de la temporada 2008-2009.

## Trama
En una ciudad de provincias francesa, un grupo de trabajadoras están alarmadas a causa de la drástica reducción de personal en la fábrica en la que trabajan. Reunidas por su director, son reconfortadas y tranquilizadas acerca de su futuro con promesas y pequeños regalos. Pero las esperanzas de las trabajadoras son aplastadas a la mañana siguiente, cuando descubren que la fábrica ha sido desmantelada durante la noche. Todo ha desaparecido: maquinaria, oficinas y la dirección al completo. Después de la turbación inicial, las mujeres se unen para encontrar una solución.
Abandonadas, con solo 2000 euros de liquidación, cada una propone una idea para la realización de un nuevo proyecto. La más radical de las mujeres, Louise, propone invertir su miserable liquidación para contratar un sicario que asesine a su exjefe. La idea es aceptada unánimemente, y Louise contrata al extravagante y patético Michel. Ambos inician un viaje en busca del patrón, dando vida a una pareja estrafalaria.